# 佩里·麦吉利夫雷
佩里·麦吉利夫雷（英語：Perry McGillivray，1893年8月5日—1944年7月27日），美国男子游泳、水球运动员。他曾代表美国参加1912年和1920年夏季奥林匹克运动会，获得一枚金牌和一枚银牌。